# 1355 w polityce

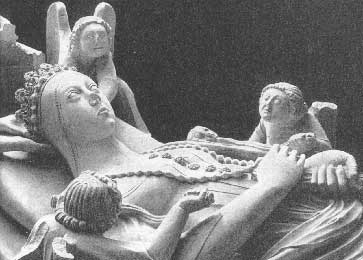
Nagrobek Inês de Castro

Wydarzenia polityczne w 1355 roku.

## Wydarzenia
- 6 stycznia Karol IV koronowany koroną lombardzką[1][2].
- 24 stycznia przywilej budziński Ludwika Węgierskiego[3].
- 5 kwietnia Karol IV cesarzem[1].
- Ofensywa angielska we Francji[1].
- serbski car Stefan Duszan wyprawił się na Konstantynopol[2].

## Zmarli
- 7 stycznia Inês de Castro, żona księcia Piotra (późniejszego króla Portugalii Piotra I Sprawiedliwego)[4].